# Санто Стефано ин Аспромонте
Санто Стѐфано ин Аспромо̀нте (на италиански: Santo Stefano in Aspromonte) е село и община в Южна Италия, провинция Реджо Калабрия, регион Калабрия. Разположено е на 715 m надморска височина. Населението на общината е 1244 души (към 2012 г.).